# Наталя Кміцикевич-Цебрівська
Наталя Кміцикевич-Цебрівська (1896—1986) — піаністка, педагог.
Наталя народилася 28 листопада 1896 року в селі Добромірка, тепер Збаразького району Тернопільської області. Навчалася музики у своєї матері, педагога-піаністки Катерини Левицької-Кміцикевич (сестра композитора Івана Левицького).
У 1908—1912 роках навчалася в музичній школі при Руському інституті для дівчат у Перемишлі (клас Ольги Окуневської).
У 1912—1914 роках продовжувала студії у Вищому музичному інституті ім. М. Лисенка у Львові (клас Марії Криницької).
У 1915—1916 роки — Музичний інститут у Відні (клас Карла Радля).
Брала лекції концертного фортепіану Райнгольда та Лялевича.
Працювала Н. Кміцикевич педагогом класу фортепіано у Відні (1916—1921), Надвірній (1921—1958), у музичному училищі Івано-Франківська (1918—1969). Брала участь у Шевченківських вечорах у Перемишлі і Львові (1910—1914), Відні (1916—1919), Надвірній (1927—1932), Станіславі (1933—1949), а також у концертах, присвячених Мендельсону, Шуману, Лісту, Шопену, Лисенку.
Виступала з українськими співачками О. Бандрівською, О. Дмитраш, О. Любич-Парахоняк.
Померла 7 березня 1986 року в м. Івано-Франківськ.